# Bobby Moncur
Robert „Bobby” Moncur (ur. 19 stycznia 1945, w Perth, Szkocja) były profesjonalny piłkarz. Jest najbardziej znany z występów w angielskim Newcastle United F.C. w późnych latach 60. oraz z gry w reprezentacji Szkocji na początku lat siedemdziesiątych.
Obecnie pracuje jako komentator sportowy w stacji telewizyjnej Sky.

## Kariera piłkarska

### Kariera klubowa
Moncur zadebiutował w barwach Newcastle w meczu angielskiej Division Two z Luton Town F.C. Piłkarz miał zaledwie 18 lat. W krótkim czasie uznano jednak, że nie spełnia pokładanych w nim nadziei i sprzedano go za kwotę 25 000 funtów do Norwich City F.C. W sezonie 1967/68 Moncur powrócił ponownie do Newcastle. W koszulce „Srok” rozegrał łącznie 296 spotkań strzelając 3 bramki, wszystkie w finałowym dwumeczu Pucharu Miast Targowych. W 1974 został sprzedany do Sunderland, skąd przeniósł się do zespołu Carlisle United, w którym zakończył swoją piłkarską karierę w 1976.

### Reprezentacja
Moncur wystąpił w 16 meczach reprezentacji Szkocji, debiutując w 1968, w spotkaniu przeciwko reprezentacji Holandii. Przygodę z drużyną narodową Szkocji, piłkarz zakończył w 1972.

## Kariera trenerska
Po zakończeniu kariery piłkarskiej Bobby podjął posadę trenerską, początkowo w Carlisle United F.C. W 1980 przeniósł się do zespołu Heart of Midlothian, który poprowadził do triumfu w rozgrywkach Scottish Football League First Division (odpowiednik II ligi) w sezonie 1979/80. W następnym sezonie nie zdołał jednak uratować drużyny przed spadkiem z pierwszej ligi. W 1981 przeniósł się do Plymouth Argyle, gdzie spędził dwa lat. Pracę szkoleniowca zakończył w 1989.